# Comté de Metcalfe
Le comté de Metcalfe est un comté situé dans l'État du Kentucky aux États-Unis. Fondé en 1860, il a été nommé d'après Thomas Metcalfe, qui fut gouverneur du Kentucky de 1828 à 1832.
Son siège est Edmonton.
Lors du recensement de 2010, sa population était de 10 099 habitants. 